# Акціонізм (мистецтво)

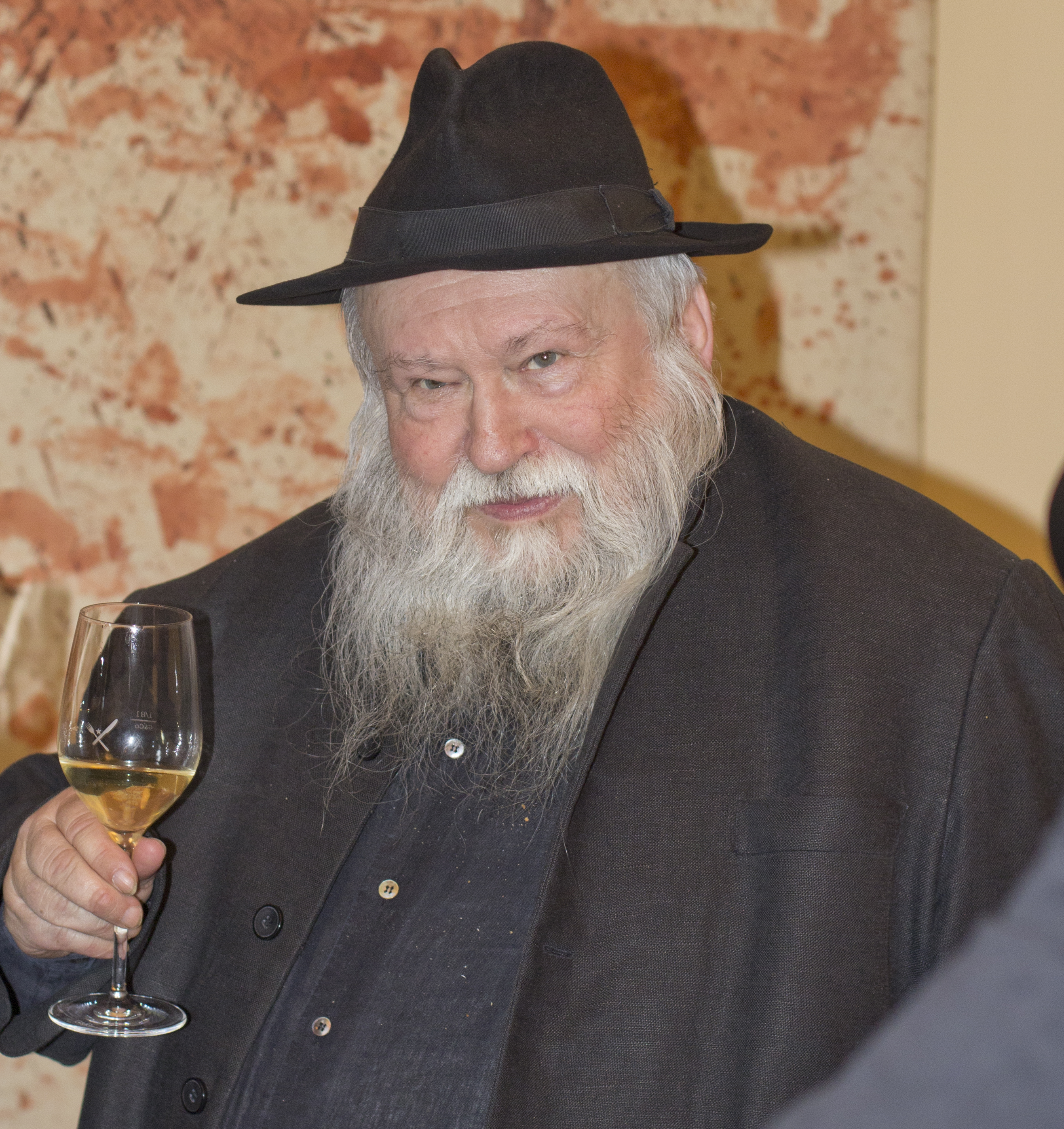
Герман Нітш, піонер акціонізму

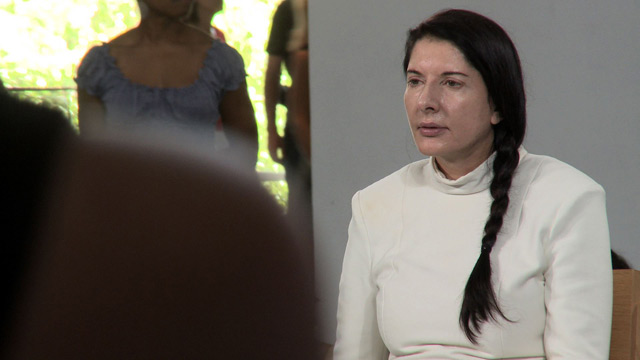
Марина Абрамович під час перфоменсу в Музеї сучасного мистецтва

Акціоні́зм (від англ. action — дія) — узагальнена назва для «мистецтв дії», в яких твором є жест, розіграна «вистава» або спровокована «подія» — акція. При цьому акціонізм передбачає зміщення акценту з результату творчості на сам процес створення художнього твору, а суб'єктом і об'єктом в ньому є сам художник. Близькими є поняття хеппенінгу, перформансу.
На відміну від перформансу, де існує сценарій, і хепенінгу, де сценарій і мета зазвичай відсутні, акціонізм має сценарій без конкретної мети.

## Історія
Акціонізм бере початок у творчості футуристів, дадаїстів і сюрреалістів. Його основоположниками вважається Джексон Поллок з його «живими картинами» 1950-1960-х років. В його творчості чільним був спонтанний процес розливання або розбризкування фарб по полотну, утворена картина розглядалася лише як доказ того, що акція відбулася. «Антропометричні» перформанси Іва Кляйна, що проходили в 1960-і, під час яких три оголені моделі, покриті синьою фарбою, залишали власним тілом на полотні відбитки.
Великого поширення «мистецтво дії» набуває тільки з 60-70-х років XX ст. Зокрема в 1970-і роки став відомий «Віденський акціонізм» так званих «тілесних ритуалістів» (Гюнтер Брус, Отто Мюль, Герман Нітш та ін.), які просували у своїх творах тему болю, часто включаючи використання оголеного тіла, крові, екскрементів, туш тварин.
В українській музиці до акціонізму близькі твори композиторів Сергія Зажитька, Сергія Ярунського та Володимира Рунчака.